# Β-Globin-Locus
Am menschlichen sogenannten β-Globin-Locus, einer kleinen Region auf dem Chromosom 11, liegen fünf einander recht ähnliche Gene der gleichen Genfamilie, die für verschiedene Varianten eines Proteins codieren, das im  Proteinkomplex des Sauerstoff transportierenden Hämoglobins die eine Hälfte an Untereinheiten bildet.
Der Locus beinhaltet nicht nur die β-Globin-Gene, sondern auch das delta-, gamma-A-, gamma-G- und epsilon-Globin. Die Expression aller dieser Gene wird durch eine einzige Locus-Kontrollregion (LCR) kontrolliert und ist während verschiedener Phasen der Entwicklung unterschiedlich.
Die Reihenfolge der Gene im beta-globin Cluster lautet: 5' - epsilon – gamma-G – gamma-A – delta – beta - 3'.
Die Anordnung der Gene spiegelt die zeitliche Differenzierung ihrer Expression während der Entwicklung wider: Der Genabschnitt, welcher bereits in der frühen embryonalen Phase wichtig ist, befindet sich dem LCR am nächsten.